# Xã Allison, Quận Decatur, Kansas
Xã Allison (tiếng Anh: Allison Township) là một xã thuộc quận Decatur, tiểu bang Kansas, Hoa Kỳ. Năm 2010, dân số của xã này là 23 người.